# Haematopota kemali
Haematopota kemali är en tvåvingeart som beskrevs av Szilady 1923. Haematopota kemali ingår i släktet Haematopota och familjen bromsar.
Artens utbredningsområde är Turkiet. Inga underarter finns listade i Catalogue of Life.